# Gelis melampus
Gelis melampus är en stekelart som först beskrevs av Gabriel Strobl 1901.  Gelis melampus ingår i släktet Gelis och familjen brokparasitsteklar. Inga underarter finns listade i Catalogue of Life.